# یوخاری قلعه ۲
یوخاری قلعه ۲ مربوط به دوران‌های تاریخی پس از اسلام است و در شهرستان قزوین، بخش مرکزی، روستای ساربانک واقع شده و این اثر در تاریخ ۲۵ خرداد ۱۳۸۱ با شمارهٔ ثبت ۵۷۲۱ به‌عنوان یکی از آثار ملی ایران به ثبت رسیده است.